# 2200 Pasadena
2200 Pasadena este un asteroid din centura principală, descoperit pe 24 septembrie 1960 de Cornelis van Houten și Ingrid van Houten-Groeneveld.